# Laophis crotaloides
Laophis crotaloides (лат.) — вид вымерших гадюковых змей, единственный в роде Laophis. Жили в плиоцене на территории современной Северной Греции.
Несколько (13) окаменелых позвонков этого вида были найдены капитаном Спраттом в третичной формации в Салониках, Греция.
Впервые описана сэром Ричардом Оуэном в 1857 году, позже оригинальные окаменелости были утрачены, однако в 2014 году ещё один позвонок был обнаружен близ Салоник.
Общая длина змеи достигала 3—4 метра, а вес мог составлять 26 кг, благодаря чему она была самой крупной из известных гадюк, и всех известных ядовитых змей в целом.